# Killaly
Killaly is een plaats (village) in de Canadese provincie Saskatchewan en telt 77 inwoners (2006). Het dorp ligt ten zuiden van Melville en ten noorden van Grenfell, dat aan de highway 1 ligt.